# Christina Masterson

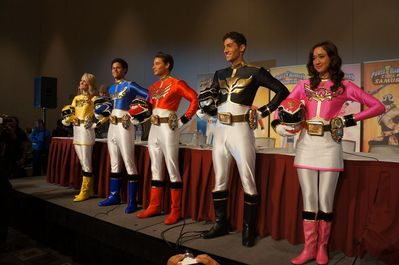
Christina Marie Masterson interpretando a Ranger Rosa.

Christina Marie Masterson  (Anaheim, Califórnia; 2 de abril de 1989)  mais conhecida como Christina Masterson, é uma atriz de cinema, teatro e televisão estadunidense, conhecida por interpretar a Emma Goodall,   Ranger Rosa na série de televisão Power Rangers Megaforce.

## Biografia
Cristina é uma atriz estadunidense, que atualmente se vê no reinício da icônica série de televisão Power Rangers, "Power Rangers Megaforce." Christina desempanha o papel de Ranger Rosa.
Cristina começou sua carreira como uma modelo e é uma recém chegada na indústria do entretenimento. Com a 16 anos de idade, Masterson começou a trabalhar como modelo, com um enfoque nos mercados globais e asiáticas. Trás seu êxito modelado, Cristina começou a filmar comerciais internacionais, incluindo uma campanha de televisão para Levis. Também se pode ver en varios comerciais de televisão como a Coca-Cola, Levi, Johnson & Johnson.
Christina Masterson começou sua carreira no cinema com um papel na comédia da New Line Cinema "Monster-in-Law" (2005), protagonizada por Jennifer López, Jane Fonda e Wanda Sykes, "Deadgirl" (2008), ela fez parte do Kids Choice Awards (2014). Os créditos televisivos de Masterson incluem "CSI: Crime Scene Investigation" e "A vida secreta de uma adolescente" papéis de filmes de Masterson incluem "Monster II" (2012) com o papel principal de 'Gabby' Zombie" 360" (2014) como "Lisa".

### Filmografia
| Ano  | Titulo         | Papel                         |  |
| ---- | -------------- | ----------------------------- |  |
| 2005 | Monster-in-Law | Pretty Young Thing at Wedding |  |
| 2008 | Deadgirl       | Rosy                          |  |
| 2012 | Monster        | Gabby                         |  |
| 2012 | Sharkproof     | Katy                          |  |

### Televisão
| Ano       | Titulo                                   | Papel                              | Notas                                               |
| --------- | ---------------------------------------- | ---------------------------------- | --------------------------------------------------- |
| 2007      | Not Another High School Show             | Boych Posse                        | 1 episodio                                          |
| 2010      | CSI: Crime Scene Investigation           | Lexie                              | estrela invitada 1 episodio, serie de TV            |
| 2012      | The Secret Life of the American Teenager | Random Girl                        | estrela invitada 1 episodio, serie de TV ABC Family |
| 2013—2014 | Power Rangers Megaforce                  | Emma Goodall/Megaforce Ranger Rosa | Protagonista, serie de TV Nickelodeon               |
| 2017      | Toxic Shark                              | Audra                              |                                                     |

## Ligações Externas
- Christina Masterson. no IMDb.
- Christina Masterson no Instagram